# Decorsea grandidieri
Decorsea grandidieri är en ärtväxtart som först beskrevs av Henri Ernest Baillon, och fick sitt nu gällande namn av M. Peltier. Decorsea grandidieri ingår i släktet Decorsea, och familjen ärtväxter. Inga underarter finns listade i Catalogue of Life.